# Bodrozsán Alexandra
Bodrozsán Alexandra (Orosháza, 1988. augusztus 18. –) politikus, az Egységben Magyarországért ellenzéki összefogás közös országgyűlési képviselőjelöltje a 2022-es országgyűlési választásokra Bács-Kiskun megye 2-es számú egyéni országgyűlési választókerületében. Korábban a Momentum Mozgalom kecskeméti alapszervezetének elnöke, a 2018-as országgyűlési választásokon a párt színeiben a Bács-Kiskun megyei 2. sz. országgyűlési egyéni választókerület jelöltje volt, valamint a 10. helyen szerepelt a Momentum országos listáján. A 2019-es önkormányzati választások óta Kecskemét 1. sz. egyéni választókerületének képviselője. A 2021-es ellenzéki előválasztáson 54,11%-kal lett a hatpárti összefogás közös ellenzéki jelöltje.

## Tanulmányai
Születésétől fogva Kecskeméten él, ahol 2007-ben érettségizett a helyi Katona József Gimnázium humán tagozatán. Ezt követően tanulmányait a  Budapesti Kommunikációs és Üzleti Főiskolán folytatta, ahol 2010-ben diplomázott.

## Pályafutása

### Szakmai pályafutása
Tanulmányai befejeztével nemzetközi és hazai vállalatok ügyfélkapcsolati szektoraiban dolgozott, 2017-től pedig a saját turisztikai, rendezvényszervező vállalkozásának beindításán munkálkodik.

### Politikai pályafutása
A helyi ügyek érdekképviselete és hátrányos helyzetű társai segítése érdekében 2017-ben magyarországi küldöttként részt vett a European Rural Youth Forumon (Európai Vidéki Fiatalok Fóruma).
A Momentum Mozgalomba való belépése után a Momentum kecskeméti alapszervezeti elnöke volt 2017-től 2021-ig. A párt Választmányában pedig Bács-Kiskun megye érdekeit képviselte 2021-ig. A kecskeméti alapszervezettel megalakították a helyi Cselekvés Köreit, amellyel számos helyi akciót szerveztek, többek között a KTE stadion elhanyagolt területének rendbetételét, illetve részt vettek az országos „plakátjavítási akciókban” is, amelynek során a kormány Soros-ellenes kampányának plakátjait ragasztották át.
Bodrozsán több alkalommal is szerepelt a Momentum XYZ nevű vlogjának kecskeméti adásának házigazdájaként, amelyben helyi jelentőségű problémákat mutattak be.
A helyi alapszervezet elnökeként és OEVK jelöltként Bodrozsán volt a Momentum 2018. január 6-án Kecskeméten megtartott országos kampánynyitó rendezvényének házigazdája is.
2017 októbere óta a Küldöttgyűlés tagja, A 2018-as magyarországi országgyűlési választáson pedig egyéni választókerületi jelöltként és országos pártlistán is indult.
A 2019-es önkormányzati választásokon az ellenzék közös jelöltjeként, a Szövetség a Hírös Városért Egyesület színeiben választották meg egyéni önkormányzati képviselőnek Kecskemét 1. számú választókerületében.
Képviselőként több ízben indítványt nyújtott be az önkormányzat átláthatóvá tétele érdekében, kétszer is név szerint szavaztatta le a fideszes többséggel indítványát. De javasolta a választókörzetében található SOS Gyermekfalu eladásra kínált ingatlanjai megvételét, valamint szintén a választókerületében található Sás Liget fásítását. Utóbbi helyen 2021 tavaszán került sor 58 darab fa elültetésére helyi civilek közreműködésével.
A 2021-es magyarországi ellenzéki előválasztáson a Momentum ismét Bács-Kiskun megyei 2. sz. országgyűlési egyéni választókerületében indította. Kampánya során többek közt a város polgármesterének, Szemereyné Pataki Klaudiának magas jövedelmezéssel járó felügyelőbizottsági tagságára, annak jogszerűtlenségére hívta fel a figyelmet. Az üggyel kapcsolatban Szél Bernadett országgyűlési képviselővel vizsgálódott. Emellett petíciót indított azért, hogy Kecskeméten legyen önkormányzat által finanszírozott hétvégi és ünnepnapi állatorvosi ügyelet. 2021. szeptember 30-ával lett az ellenzéki összefogás közös jelöltje, miután megnyerte a 2021-es ellenzéki előválasztás első fordulóját.
2022. november 29-én bejelentette, hogy kilépett a Momentum Mozgalomból, és átment a Demokratikus Koalícióhoz.